# Kehmstedt
Kehmstedt är en kommun och ort i Landkreis Nordhausen i förbundslandet Thüringen i Tyskland.
Staden ingår i förvaltningsgemenskapen Bleicherode tillsammans med kommunerna Bleicherode, Großlohra, Kleinfurra, Lipprechterode och Niedergebra.